# Delphinium fedorovii
Delphinium fedorovii är en ranunkelväxtart som beskrevs av V.N. Dimitrova. Delphinium fedorovii ingår i släktet storriddarsporrar, och familjen ranunkelväxter. Inga underarter finns listade i Catalogue of Life.